# Embelia ovatifolia
Embelia ovatifolia är en viveväxtart som beskrevs av Elmer Drew Merrill. Embelia ovatifolia ingår i släktet Embelia och familjen viveväxter. Inga underarter finns listade i Catalogue of Life.